# Kritiasz
Kritiasz (latinul: Critias), (Athén, Kr. e. 460 körül – Munikhia, Kr. e. 403) görög politikus, filozófus, költő. A peloponnészoszi vesztes háború után Athénban hatalomra kerülő harminc zsarnok egyike.
A zsarnokok politikai ellenfeleikkel - nemcsak a demagógokkal, és a demokrácia iránt elkötelezettekkel, de bárkivel, aki bírálta őket (mint pl. Theramenésszel, a társukkal) - nemritkán bírói ítélet nélkül végeztek, a megöltek vagyonát elkobozták. 
Szabó Árpád szerint „rövid idő alatt elérték, hogy aranykornak tűnjön fel, ami előttük volt.” Valóban, a kortárs és későbbi történetírók műveiben rendkívül negatív figurának mutatkozik be: nemcsak Xenophón írja le kegyetlen zsarnokként, de Philosztratosz is, aki szerint "ő volt a leggonoszabb minden ember között". Platón dialógusai ugyanakkor művelt és az athéni filozófiai életben rendszeresen részt vevő, vitapartnereivel türelmesen eltársalgó emberként mutatják be (figyelembe véve, hogy Kritiasz írásai tanúsága szerint, szofistaként az erkölcsi relativizmus híve volt, aki a hatalom bűvkörébe kerülve könnyen eljuthatott a „cél szentesíti az eszközt” irányelvéig; a két leírás között nincs kibékíthetetlen ellentmondás).
Bár Szókratész tanítványa volt, nem sokkal Kritiasz halála előtt viszonyuk megromlott. Szókratész ugyanis - közel sem az egyedüliként - bírálni kezdte Kritiaszt és a zsarnokokat a politikai gyilkosságok miatt, mondván, nem jó pásztor az, akinek keze alatt a nyáj gyorsan megfogyatkozik. Válaszul a zsarnokok arra akarták kényszeríteni, hogy segítsen az egyik halálra ítélt, a szicíliai León kézre kerítésében, így kompromittálva, politikájuk részesévé téve a filozófust. Szókratész megtagadta a parancsot, ezzel magára vonva az engedetlenség miatti halálos ítélet veszélyét.
A neves filológus, August Böckh (más névváltozatban: Boeckh) neki tulajdonította Pszeudo-Xenophón művét, az Athenaión Politeia nevű demokráciaellenes értekezést.